# Деамбросси, Аристобуло
Аристо́було Деамбро́сси (исп. Aristóbulo Luis Deambrossi, 19 июня 1917, Белен-де-Эскобар, провинция Буэнос-Айрес — 12 сентября 1995) — аргентинский футболист и тренер.

## Биография
На профессиональном уровне Аристобуло Деамбросси дебютировал в «Ривер Плейте» в том же 1935 году, что и Адольфо Педернера и Хосе Мануэль Морено. Деамбросси мог играть как на левом, так и на правом фланге атаки и компенсировал свои скромные физические характеристики большой работоспособностью и скоростью, позволявшими ему успешно проникать в штрафную соперника. Вскоре он стал основном игроком на левом крыле атаки.
Пика карьеры в «Ривере» Деамбросси достиг в начале 1940-х годов. Так, одной из лучших игр в его карьере стало Суперкласико, состоявшееся 19 октября 1941 года, когда «Ривер Плейт» разгромил «Боку» со счётом 5:1 и два гола были на счету Аристобуло. Некоторое время Деамбросси был частью легендарной «Ла-Макины», однако затем на левом фланге его вытеснил Феликс Лоустау, а на правом — Хуан Карлос Муньос.
В 1947 году уже на тот момент пятикратный чемпион Аргентины Аристобуло Деамбросси принял решение покинуть «Ривер» и перешёл в столичную «Атланту». Затем он провёл пару лет в «Атлетико Сармьенто», а завершил профессиональную карьеру в колумбийской команде «Атлетико Букараманга» в 1951 году.
В 1963 году возглавил в качестве главного тренера «Боку Хуниорс», злейшего врага «Ривер Плейта». Первый матч под руководством Деамбросси «Бока» выиграла 31 июля 1963 года в матче Кубка Либертадорес в гостях у «Универсидад де Чили» — 3:2. Под руководством Деамбросси «Бока» сумела выйти в финал главного континентального турнира, где уступила сильнейшему клубу мира «Сантосу». На Маракане бразильцы одержали победу 3:2 (дублем отметился Коутиньо), но и на Бомбонере аргентинская команда уступила 1:2 (победный гол на счету Пеле). Все три мяча в ворота бразильцев забил Хосе Санфилиппо.
В 1964 году Деамбросси привёл «Боку Хуниорс» к победе в чемпионате Аргентины. Последним для специалиста в статусе главного тренера «сине-золотых» стал матч на нейтральном поле против «Индепендьенте» (0:0), состоявшийся 5 апреля 1965 года.
С января по октябрь 1967 года возглавлял колумбийский «Атлетико Насьональ».

## Достижения

### В качестве игрока
- Чемпион Аргентины (5): 1936, 1937, 1941, 1942, 1945

### В качестве тренера
- Чемпион Чемпион Аргентины (1): 1964
- Финалист Кубка Либертадорес (1): 1963